# Universitätsbibliothek Siegen
Die Universitätsbibliothek Siegen ist eine wissenschaftliche Einrichtung der Universität Siegen. Als zentrale Betriebseinheit versorgt sie Wissenschaftler und Studierende mit Literatur und Informationen für Forschung, Lehre und Studium. Als einzige größere wissenschaftliche Bibliothek in der Region steht sie allen interessierten Bürgern zur beruflichen und persönlichen Information und Weiterbildung offen.

## Geschichte und Organisation
Die Bibliothek wurde am 1. August 1972 gegründet. In ihren Bestand übernahm sie 141.000 Bände aus Vorgängereinrichtungen, darunter naturwissenschaftlich-technische Werke des 19. Jahrhunderts der ehemaligen Wiesenbauschule Siegen.
Die Bibliothek war von Anfang an als einschichtiges Bibliothekssystem konzipiert, das sich durch eine zentrale Beschaffung und Katalogisierung der Bestände auszeichnet.
Etwa 90 % aller Bücher und Zeitschriften stehen frei zugänglich in der Hauptbibliothek und in vier Teilbibliotheken. Damit ist ein unmittelbarer fachlicher und thematischer Zugang zu den relevanten Informationen für die jeweiligen Fakultäten bzw. Fächer garantiert. Die Aufstellung der Bestände erfolgt nach der nordrhein-westfälischen Gesamthochschulbibliotheks-Systematik (GHBS).
Die Direktoren der Universitätsbibliothek Siegen seit 1972:
- Walter Barton (1972–1987)
- Hansjochen Hancke (1988–1997)
- Werner Reinhardt (1997–2015)
- Jochen Johannsen (2015–2022)
- unbesetzt (stv. Bibliotheksleiterin: Anja Jäger) (Aug. 2022 – Okt. 2024)
- Sabine Boccalini (Nov. 2024 – )

## Bestände
Das Informationsangebot der Bibliothek umfasst ca. 1,2 Millionen Monografien und Zeitschriftenbände, 1.500 laufend bezogene gedruckte Zeitschriften sowie eine Vielzahl an audio-visuellen Medien. Daneben bietet die Universitätsbibliothek Zugriff auf ein umfangreiches Angebot an elektronischen Zeitschriften und E-Books. Der gesamte Bestand ist nach formalen wie sachlichen Gesichtspunkten erschlossen und vollständig in webbasierten Katalogen nachgewiesen.
Die Universitätsbibliothek sammelt gezielt das regionale Schrifttum zum Siegerland und in enger Auswahl der Nachbarregionen (Bergisches Land, Sauerland, Wittgensteiner Land, Dillkreis, Ederhochland, Westerwald). Seit 2000 wird das Jung-Stilling-Archiv der Jung-Stilling-Gesellschaft e.V. innerhalb der Siegerlandsammlung aufbewahrt.
Seit 2004 ist das Universitätsarchiv Teil der Universitätsbibliothek.

## Dienstleistungen und Angebote
- Katalog plus (Discovery-System) zur parallelen Suche im Bibliothekskatalog und im EDS-Index der Firma Ebsco.
- OPUS Siegen: Über den Publikations- und Dokumentenserver OPUS Siegen wird die elektronische Veröffentlichung von Dissertationen und anderen Hochschulschriften aus der Universität Siegen ermöglicht.
- Arbeitsplatz für Blinde und Sehbehinderte: In der Hauptbibliothek Adolf-Reichwein-Straße befindet sich für blinde und stark sehbehinderte Menschen ein PC-Arbeitsplatz mit spezieller technischer Ausstattung.
- Vermittlung von Informationskompetenz: Im Rahmen eines differenzierten Schulungsangebots werden Schritt für Schritt die notwendigen Kenntnisse für die effiziente Informationsrecherche vermittelt – von der Auswahl geeigneter Suchinstrumente über die Entwicklung einer Recherchestrategie bis hin zur Informationsbeschaffung und -verwaltung.

## Statistische Angaben
Stand: 2023
- Bestand: 1.118 Millionen Bände
- Zeitschriften: 9.447 laufende Zeitschriften
- Ausleihen: 306.863
- Aktive Nutzer: 6.356

## Belege
1. ↑  Die Universitätsbibliothek in Zahlen. Abgerufen am 27. Juni 2024.

Koordinaten: 50° 54′ 39″ N, 8° 1′ 38,3″ O